# Danny Quendambú
Danny Jair Quendambú Cortés (Tumaco, Nariño, Colombia; 19 de marzo de 1983) es un exfutbolista colombiano nacionalizado ecuatoguineano. Actualmente se desempeña como presentador de deportes del canal televisivo Asonga TV en Guinea Ecuatorial.

## Trayectoria

### Colombia
Debutaría en el Deportivo Cali en el primer torneo corto realizado en el país en el año 2002, para el segundo semestre pasaría cedido al Deportivo Pereira donde recalaría seis meses después en el Deportivo Pasto. Entre el 2003-2004 se mantuvo en el Unión Magdalena donde convirtió un gol.

### Costa Rica y Venezuela
Para el año 2005 registro su primera experiencia internacional cuando ficha con el Herediano en dos oportunidades luego pasaría por el San Carlos, Universidad de Costarica y AD Santacruceña. Tras cuatro años en el fútbol de Costa Rica es contactado por el Carabobo FC de Venezuela en el año 2010 donde disputaría tan solo cinco partidos. A mediados del 2010 tras cinco años por fuera de Colombia regresa al país cafetero donde juega para el Cortulua un par de meses y vuelve a tomar rumbo internacional.

### Perú y Guinea Ecuatorial
En enero de 2011, se integró al Inti Gas Deportes de la Primera División del Perú en calidad de prueba. Meses después, en abril, se anunció su separación del equipo sin haber debutado, aunque tampoco había sido inscrito para el campeonato. Días después recala en el The Panthers FC de Guinea Ecuatorial donde permaneció 6 temporadas llegando a ser nacionalizado y convocado para jugar con la selección de Guinea Ecuatorial, a mediados del 2016 ficha con el Leones Vegetarianos Club de Fútbol.

## Selección nacional
En 2011, Quendambú fue reclutado por Guinea Ecuatorial, un país africano que tiene la política de invitar económicamente a jugadores extranjeros de raza negra que tengan cierto historial futbolístico y no hayan actuado en partidos oficiales con la selección mayor de su país de origen. Dado que Quendambú tiene una ascendencia africana lejana, como la mayoría de los afrocolombianos, y por otra parte no había militado en la liga ecuatoguineana antes de su primera convocatoria internacional; su identidad se vio modificada en el pasaporte ecuatoguineano que recibió, en el cual está registrado como Dani Jair Micha. Micha es un apellido perteneciente a la etnia mayoritaria de Guinea Ecuatorial, los fang, y este cambio se hizo a fin de que la irregularidad en su participación no fuera detectada, pareciendo un nativo ecuatoguineano.
Estuvo con Guinea Ecuatorial en un partido amistoso contra Camerún, jugado el 11 de octubre de 2011 en Malabo. Otros dos jugadores de origen afrocolombiano (Rolan de la Cruz y Fernelly Castillo) estuvieron en esa convocatoria del país hispanoafricano. Junto a Rolan de la Cruz estuvo en la preselección de Guinea Ecuatorial para la Copa Africana de Naciones de 2012, pero se quedó fuera de la nómina final de 23 jugadores.

## Clubes
| Club                      | País              | Año         |
| ------------------------- | ----------------- | ----------- |
| Deportivo Cali            | Colombia          | 2002        |
| Deportivo Pereira         | Colombia          | 2002        |
| Deportivo Pasto           | Colombia          | 2003        |
| Unión Magdalena           | Colombia          | 2004        |
| Santacruceña              | Costa Rica        | 2005        |
| Herediano                 | Costa Rica        | 2006        |
| San Carlos                | Costa Rica        | 2006 - 2007 |
| Herediano                 | Costa Rica        | 2007        |
| Universidad de Costa Rica | Costa Rica        | 2008        |
| Carabobo F. C.            | Venezuela         | 2009        |
| ¿?                        | Noruega           | 2010        |
| Cortuluá                  | Colombia          | 2010        |
| Inti Gas                  | Perú              | 2011        |
| The Panthers              | Guinea Ecuatorial | 2011 - 2016 |
| Leones Vegetarianos       | Guinea Ecuatorial | 2016 - 2017 |
| Cultural Santa Rosa       | Perú              | 2018        |
| Akonangui                 | Guinea Ecuatorial | 2019 - 2020 |